# Bibliothekspavillon

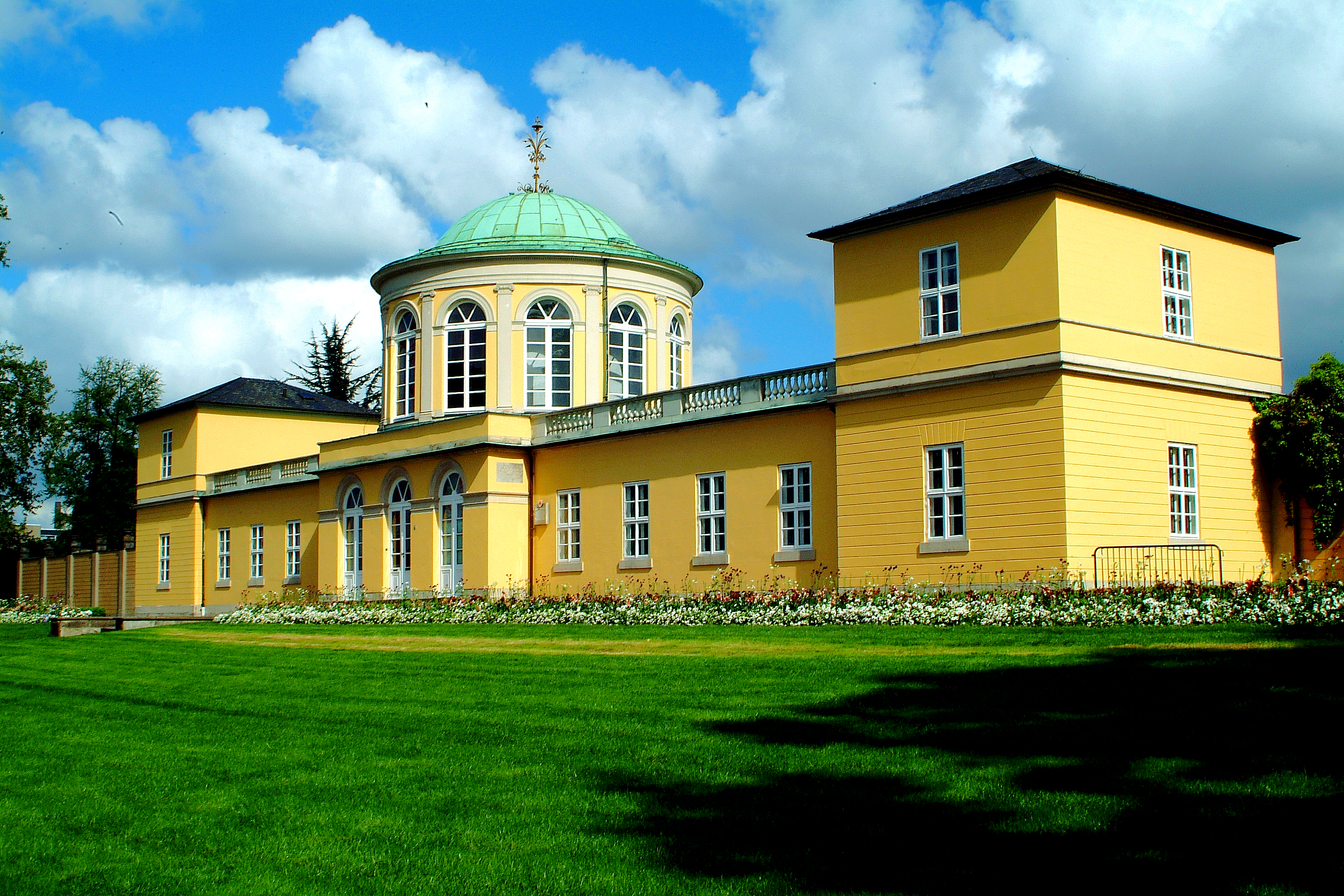
Der 1817–1820 von Laves errichtete Bibliothekspavillon vor dem Berggarten

Der Bibliothekspavillon im Berggarten wurde Anfang des 19. Jahrhunderts von Georg Ludwig Friedrich Laves zu Beginn seines architektonischen Schaffens in Hannover ausgeführt. Das Gebäude im Stil des französischen Klassizismus dient heute der Verwaltung der Herrenhäuser Gärten.

## Baubeschreibung

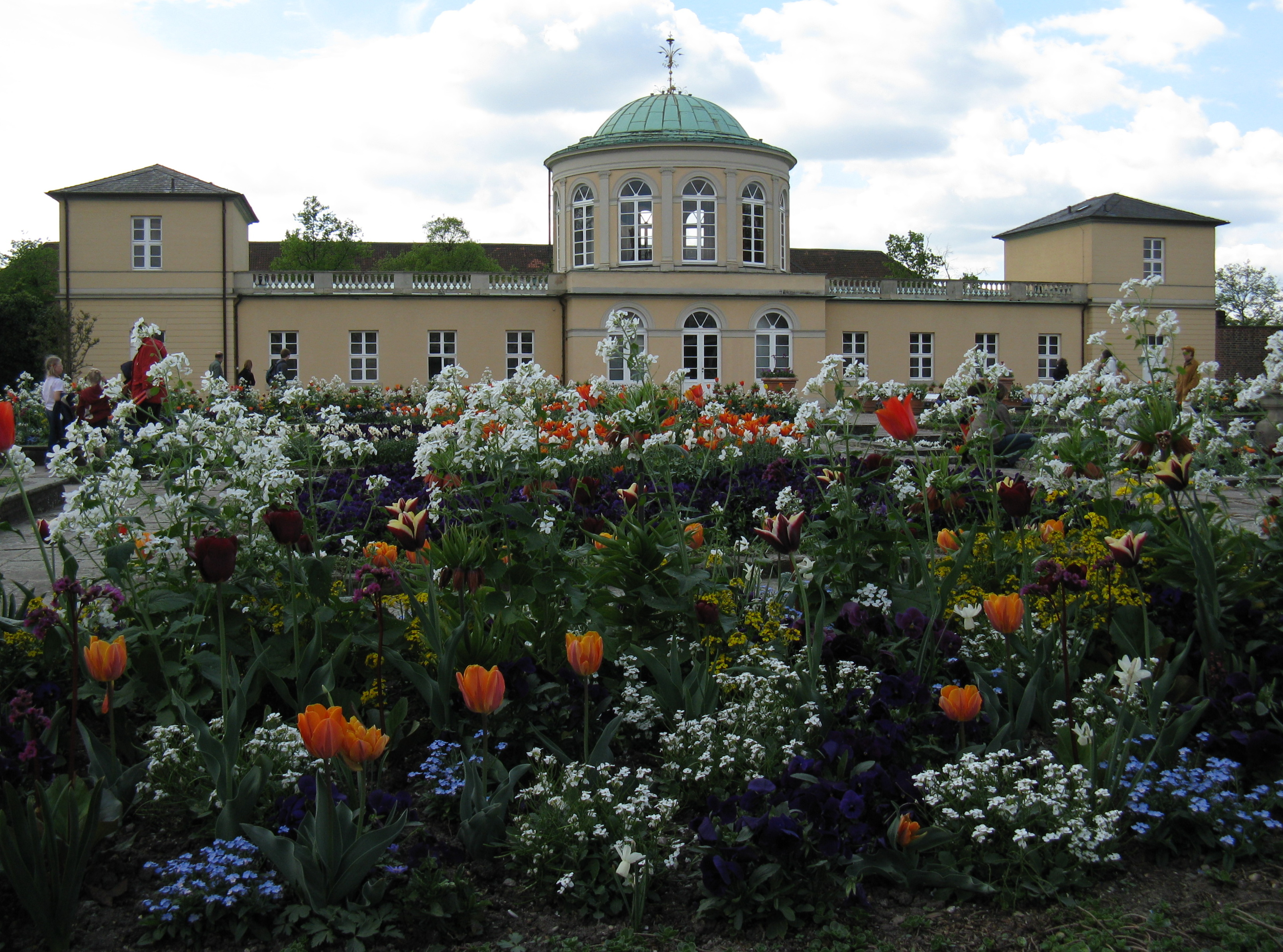
Ansicht von der Gartenseite

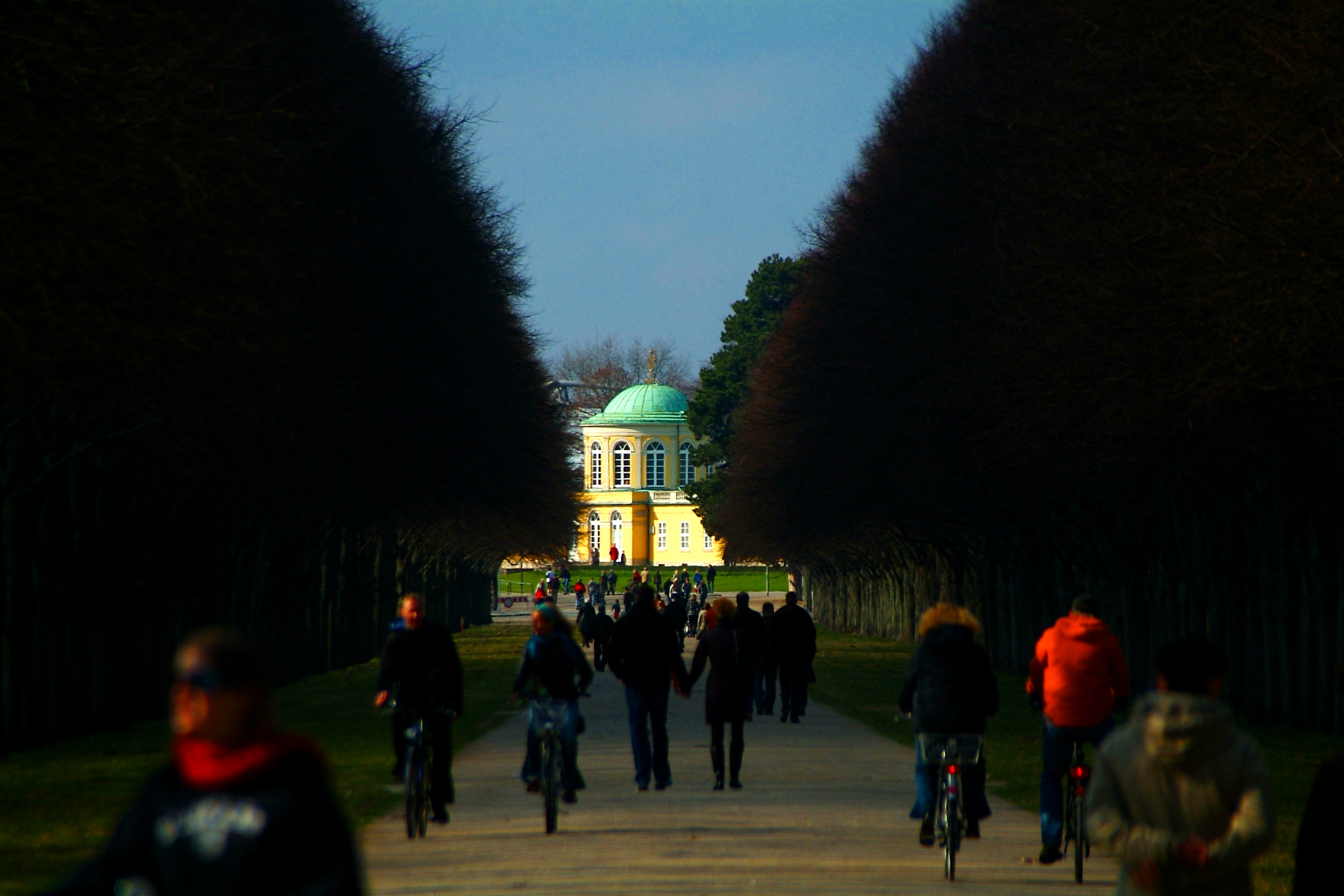
Das Mittelteil liegt direkt in der Achse der Herrenhäuser Allee

Das von Laves ursprünglich als „Gartenmeister-Wohnung“ konzipierte Gebäude, ausgeführt 1817 bis 1820, ist ein langgestreckter, verputzter Massivbaukörper mit zweigeschossigen Eckpavillons. Das Gebäude betont ein leicht vorspringendes, quadratisches Mittelteil mit einem aufgesetzten zylindrischen Obergeschoss, das mit zwölf symmetrisch angeordneten Rundbogenfenstern unter einer Flachkuppel abschließt.
Das Gebäude ist mit seiner Kuppel im Mittelpunkt ausgerichtet auf die Mittelachse von Orangerie- und Galeriegebäude des Großen Gartens und zugleich Blickfang in der Sichtachse zum nördlichen Endpunkt der Herrenhäuser Allee.
Das Gebäude präsentiert sich zudem als architektonischer Auftakt für den Berggarten. Die Rotunde erhebt sich als Belvedere und sollte den Gartenbesuchern gleichzeitig als Wetterschutz dienen können.

## Namen

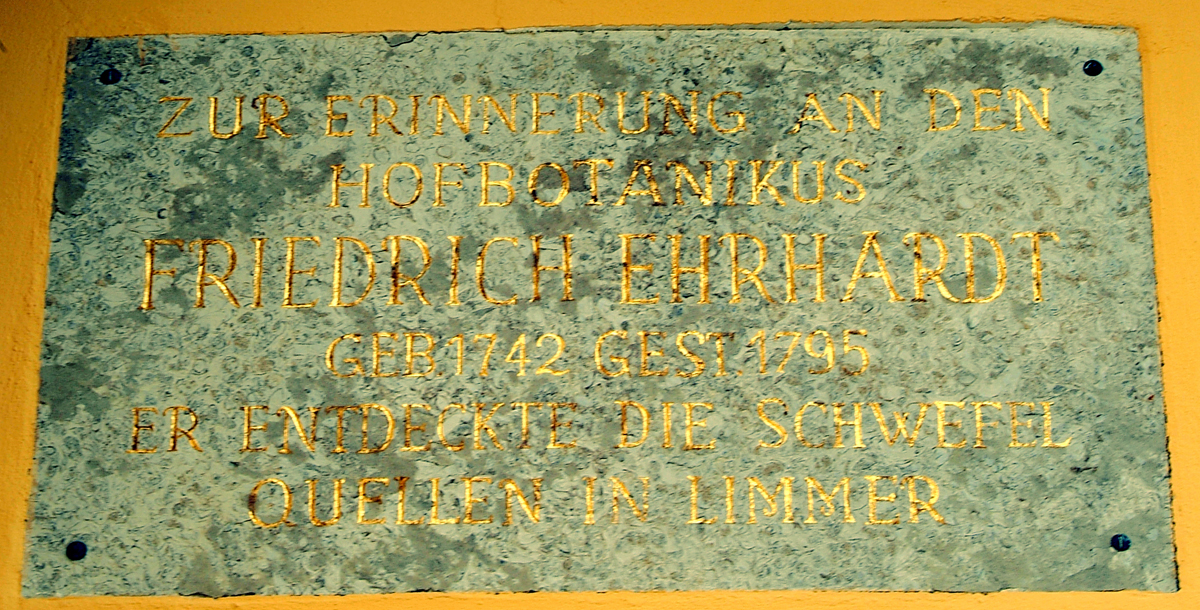
Eine Tafel am Gebäude ehrt den Hofbotaniker Friedrich Ehrhart ...

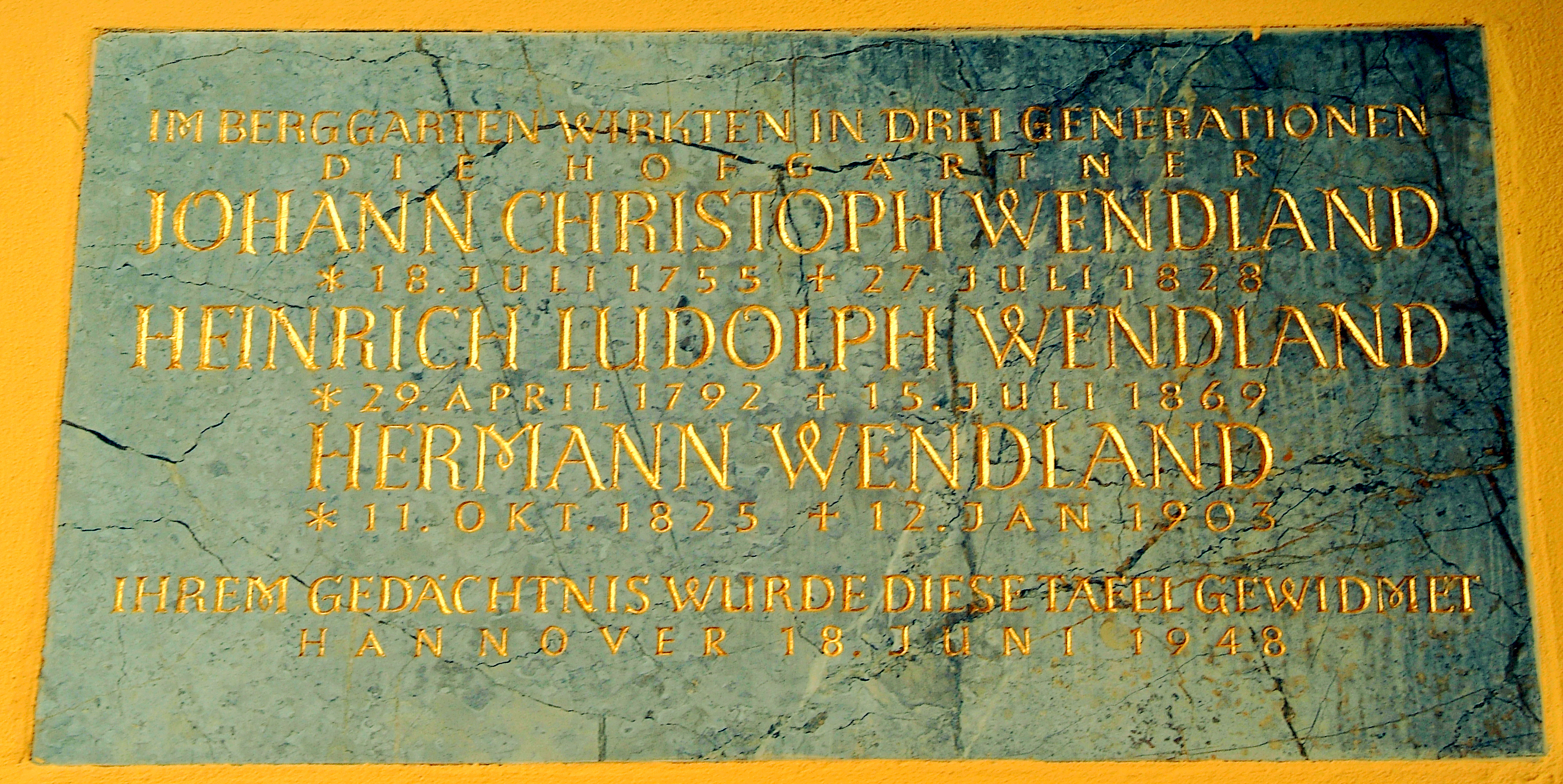
... eine andere die Hofgärtner-Familie Johann Christoph, Heinrich Ludolph und Hermann Wendland.

Der heute gebräuchliche Name leitet sich ab von der Königlichen Gartenbibliothek, die wiederum aus Johann Christoph Wendlands Bibliothek und Herbarium entstand und von 1852 bis 1936 in der Rotunde aufgestellt war.
2007 wurden Teile der Bibliothek für die Stadt Hannover zurückgekauft.